# Галкін Григорій Сергійович
Григорій Сергійович Га́лкін (нар. 6 березня 1924, Германівка — пом. 16 січня 2005, Харків) — український художник; член Харківської організації Спілки радянських художників України з 1958 року.

## Біографія
Народився 6 березня 1924 року в селі Германівці (нині Берестинський район Харківської області, Україна). Брав участь у німецько-радянській війні. Отримав інвалідність. Нагороджений медалями «За перемогу над Німеччиною» (9 травня 1945), «За відвагу» (24 вересня 1966).
Упродовж 1946—1951 років навчався в Харківському художньому інституті, де його викладачами були, зокрема, Сергій Бесєдін, Дмитро Шавикін. Дипломна робота — картина «Володимир Ілліч Ленін і Надія Костянтинівна Крупська в Горках» (олія; Закарпатський художній музей).
Жив у Харкові в будинку на вулиці Отакара Яроша, № 21 а, квартира № 29. У 1967 році нагороджений почесною грамотою Президії Верховної Ради УРСР. Помер у Харкові 16 січня 2005 року.

## Творчість
Працював у галузях станкового і монументального живопису, станкової графіки. Серед робіт:
станковий живопис
- «Ілля Рєпін в Україні» (1954);
- «У будівників шляхів» (1957; Харківський художній музей);
- «Форт Тараса Шевченка» (1959);
- «Землянка Тараса Шевченка» (1959);
- «Біля землянки Тараса Шевченка» (1959);
- «Бандурист» (1960);
- «Телятниця» (1960);
- «Доярки» (1961);
- «Весна» (1961);
- «Горький на Волзі» (1967);
- «Остання зоря комбата В. Борисова» (1992);
- серія портретів «Харківські художники» (1980-ті);

монументальний живопис
- панно «Гірничорятувальна служба» (1957, темпера; Будинок техніки у Донецьку; співавтор Борис Вакс);
- живописний фриз (1960, Будинок культури «Вугільний Донбас» у Горлівці; співавтори Євген Єгоров, Борис Вакс, Микола Сліпченко);
- панно «Будівельники» (1962, сграфіто; Палац культури в Краснодоні; співавтор Борис Вакс);
- панно «Свято народів» (1964, темпера; кінотеатр «Піонер» у Харкові; співавтори Борис Вакс, Григорій Томенко);
- панно «Південь» (1965, мозаїка, кераміка; автопавільйон у Дофинівці поблизу Одеси; співавтор Микола Сліпченко);
- панно «Пісня про Батьківщину» (1967, сграфіто; Палац культури Харківського тракторного заводу);
- мозаїка «Джерело» (1966, Харків);
- «Спорт» (1968, Харківський професійний технікум);
- «Революція» (1969, сграфіто; Харківський авіаінститут);
- «Мистецтво» (1971, Палац культури міста Комунарська Луганської області);
- розпис «Свято врожаю» (1977, завод «Комунар» у Харкові);
- мозаїка «Достаток» (1986, Палац культури в смт Золочів Харківської області);

серії ліногравюр
- «Колгоспні теми» (1960—1961);
- «Життя Тараса Шевченка» (1961—1964):
  - «Думи»;
  - «Зустріч Тараса Шевченка з Іваном Сошенком»;
  - «Тарас Шевченко біля Академії мистецтв»;
  - «Воля»;
  - «Над Невою»;
  - «На Батьківщині»;
  - «Тарас Шевченко серед селян»;
  - «Арешт Тараса Шевченка»;
  - «Тараса Шевченко на засланні»;
  - «Пісня акина»;
  - «Тарас Шевченко і Айра Олдридж»;
  - «Тарас Шевченко і Микола Чернишевський»;
  - «Хворий Тарас Шевченко»;
  - «Похорон Тараса Шевченка»;
- «Шебелинський газопромисел» (1963—1965);
- «На варті миру» (1966);
- «Рідна земля» (1967);
- «Космос» (1970—1980);
- «Сковорода» (1989);

графіка
- «Тарас Шевченко» (1961);
- серія «Про що мріяв Ілліч» (1969);
- «Струмок Григорія Сковороди» (1972);
- «Моя Харківщина» (1977);
- «Непал очима художників» (1978);
- серія «Куба» (1973).

Брав участь у республіканських виставках з 1951 року, всесоюзних — з 1957 року, зарубіжних — з 1962 року (зокрема у США у 1963 році). Персональні виставки відбулися у Харкові і Маріуполі у 1974 році, смт Печенігах у 1975 році.